# Leuctra cretica
Leuctra cretica är en bäcksländeart som beskrevs av Peter Zwick 1978. Leuctra cretica ingår i släktet Leuctra och familjen smalbäcksländor. Inga underarter finns listade i Catalogue of Life.